# Correio
O correio é um sistema para transportar fisicamente cartões-postais, cartas e encomendas. Um serviço postal pode ser privado ou público, embora muitos governos coloquem restrições aos sistemas privados. Desde meados do século 19, os sistemas postais nacionais foram geralmente estabelecidos como um monopólio do governo, com uma taxa sobre o artigo pré-paga. O comprovante de pagamento geralmente é na forma de um selo postal adesivo, mas um medidor de postagem também é usado para envio em massa.
A União Postal Universal (UPU), criada em 1874, inclui 192 países membros e estabelece as regras para o intercâmbio internacional de correio como uma Agência Especializada das Nações Unidas.

## História
O primeiro serviço organizado de difusão de documentos escritos que se tem notícia remonta a 2400 a.C., tendo surgido no Antigo Egito, quando os faraós usavam mensageiros para a difusão de decretos em todo o território do Estado.

### Egípcios
No século XII a.C. os egípcios já dispunham de um eficiente sistema postal, sobretudo a partir da XXI dinastia, quando foi criado um serviço permanente de correios. Os mensageiros realizavam o percurso a pé – mesmo os mais longos, e repousavam em estações de pernoite distribuídas ao longo dos "caminhos postais". Os encarregados das estações exerciam rigorosa vigilância durante o repouso para garantir a pontualidade.
O texto a seguir revela carta enviada pelo faraó Amenófis IV do Egito ao seu amigo Cadasmane-Enlil I, rei da Babilônia: "Meu irmão Possas tu estar bem. Tua casa, tuas mulheres, teus carros, tua terra, possam estar muito bem. Eu estou bem e minha casa, minhas mulheres, meus filhos, meus nobres, meus cavalos, meus carros, os guerreiros do meu exército estão bem e toda minha terra vai muito bem".
Em 1888, camponeses encontraram entre as ruínas da cidade de Amarna pranchetas de barro com inscrições hieroglíficas. Os egiptólogos concluíram tratar-se de "cartas" (gravadas em baixo-relevo sobre ladrilhos de cerâmica) que, geralmente, continham introduções demasiado corteses e bem elaboradas. Carta de um príncipe vassalo ao seu faraó: "Ao rei, meu senhor, meu deus, meu sol, sol do céu, assim fala Yapakhi, o homem de Gazri, teu servo, pó de teus pés, servo de teus cavalos; aos dois pés do rei meu senhor, meu deus, meu sol, sol do céu, eu me prosterno sete vezes e sete vezes na verdade, com o ventre e as costas".

### Persas
Os persas aperfeiçoaram as normas postais do Egito. O historiador grego Xenofonte descreveu a organização do correio da Pérsia: "Eis uma invenção utilíssima... Por meio dela, Ciro II é prontamente informado de tudo o que acontece nas regiões mais longínquas...".

### Gregos
Os gregos, a despeito do grau de civilização atingido por eles, não conseguiram estruturar um sistema postal eficiente, entre outras razões, prejudicado pela falta de unidade política. Assim, nos moldes do correio persa, constituíram o angarion, cujos mensageiros eram chamados astandes. A correspondência era dividida em categorias: epistolai - constituída apenas por maços de cartas; e culistoi - incluíam comunicações governamentais. Os "carteiros" na antiga Grécia – funcionários responsáveis pela distribuição local, eram chamados bibliaforoi. Os fiscais de pontualidade eram denominados orógrafos e controlavam o horário dos funcionários. Além do zelo com a pontualidade, havia grande preocupação com a segurança, que era exercida pelos éfodos – encarregados de impedir extravios.

### Cretenses e fenícios

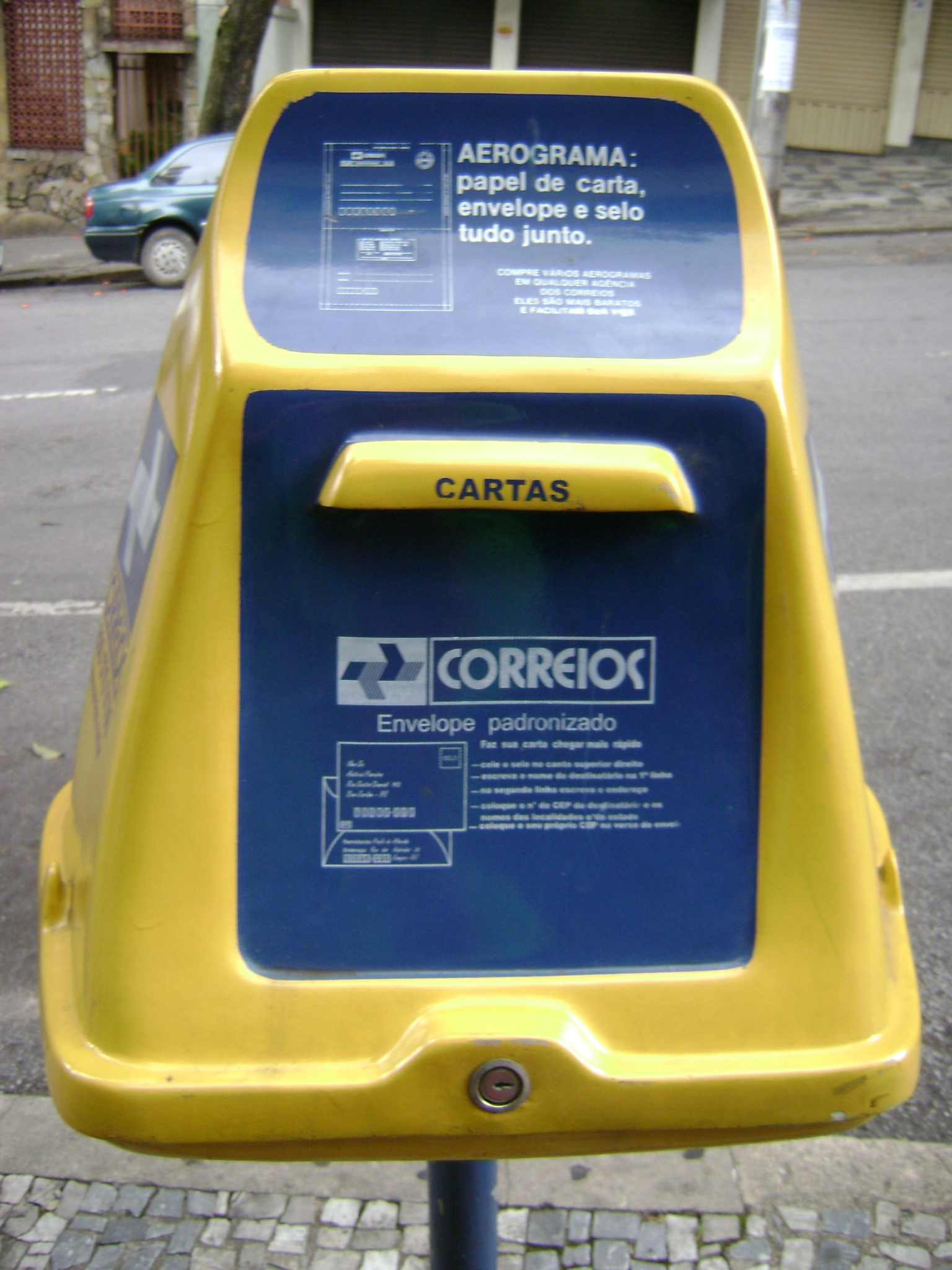
Uma caixa de correio, em Belo Horizonte.

Os cretenses e fenícios também desenvolveram um sistema de comunicação postal e foram os primeiros a utilizar pombos e andorinhas como mensageiros.

### Chineses
Segundo alguns historiadores e relato do viajante veneziano Marco Polo (século XIII) os chineses foram pioneiros no serviço postal: "...por todas as estradas, o mensageiro que partisse de Cambalique e cavalgasse por 40 km, encontrava um belíssimo e enorme palácio destinado aos mensageiros, com magníficas camas guarnecidas de ricos lençóis de seda – adequado até mesmo a um rei.". O modelo do serviço postal chinês permaneceu inigualável até à formação do Império Romano.

### Romanos
Desenvolvido pelo imperador Augusto, o sistema de correios dos romanos sobressaiu-se pela vasta rede de estradas. A infraestrutura que permitia aos soberanos governar a enorme extensão de territórios do império a partir de Roma, naturalmente ia além das rodovias. Os romanos denominavam Curso público o sistema que garantia a transmissão de notícias, a viagem dos funcionários e o transporte de bens em nome do Estado. Os mensageiros eram chamados tabelários (tabellarii) pelo fato de conduzirem as tabelas (tabellae) - pranchetas de madeira, em suas bolsas de couro. Além dos mensageiros, o Estado utilizava o císio (cisium) – espécie de biga puxada por cavalos velozes para despachos rápidos. As clábulas e birotas - puxadas por bois e mulas, eram usadas para serviços de menor urgência.
O correio romano era regulamentado por lei. O Estado mantinha as mutationes (postos de troca de animais) e as mansões ou estações (paradas com estalagens e instalações para viajantes). As estradas eram balizadas pelos miliários, que eram marcos colocados em intervalos de cerca de mil passos (1 480 metros). Em sua base estava escrito o número da milha relativo à estrada em questão.
Com o tempo, o serviço postal passou a ser privilégio de poucos.

### Astecas e Incas
Os correios asteca e inca, na América pré-colombiana, possuíam desenhistas e reproduziam em telas figuras representativas de pessoas e animais de monta:  eram os correios de Montezuma, imperador asteca. Os mensageiros usavam uma rica vestimenta (manta) atada ao corpo, eram respeitados e detentores de imunidades: a ninguém era permitido bloquear a passagem do "correio real". Os colonizadores espanhóis, quando souberam dos "desenhistas" e tiveram informações do organizado serviço postal dos nativos, esforçaram-se para eliminá-lo, receando que o sistema ameaçasse o domínio da terra.
Os astecas dispunham de excelentes caminhos: canais de drenagem, pavimentação e muros protetores. Possuíam um incipiente sistema telegráfico: as almenaras. Outros sistemas de comunicação dos astecas, além do percurso a pé, eram os rios, onde o mensageiro atravessava a nado ou agarrado a um tronco com a correspondência atada à cabeça. Em abismos, era utilizada uma cesta grande, presa por uma corda e impulsionada por outras duas.
O "chasque" era o correio dos incas. Percorriam dois grandes caminhos: o da costa e o das serras, nos quais havia postos para repouso e um organizado sistema de revezamento para mensagens mais urgentes.

## Selo postal

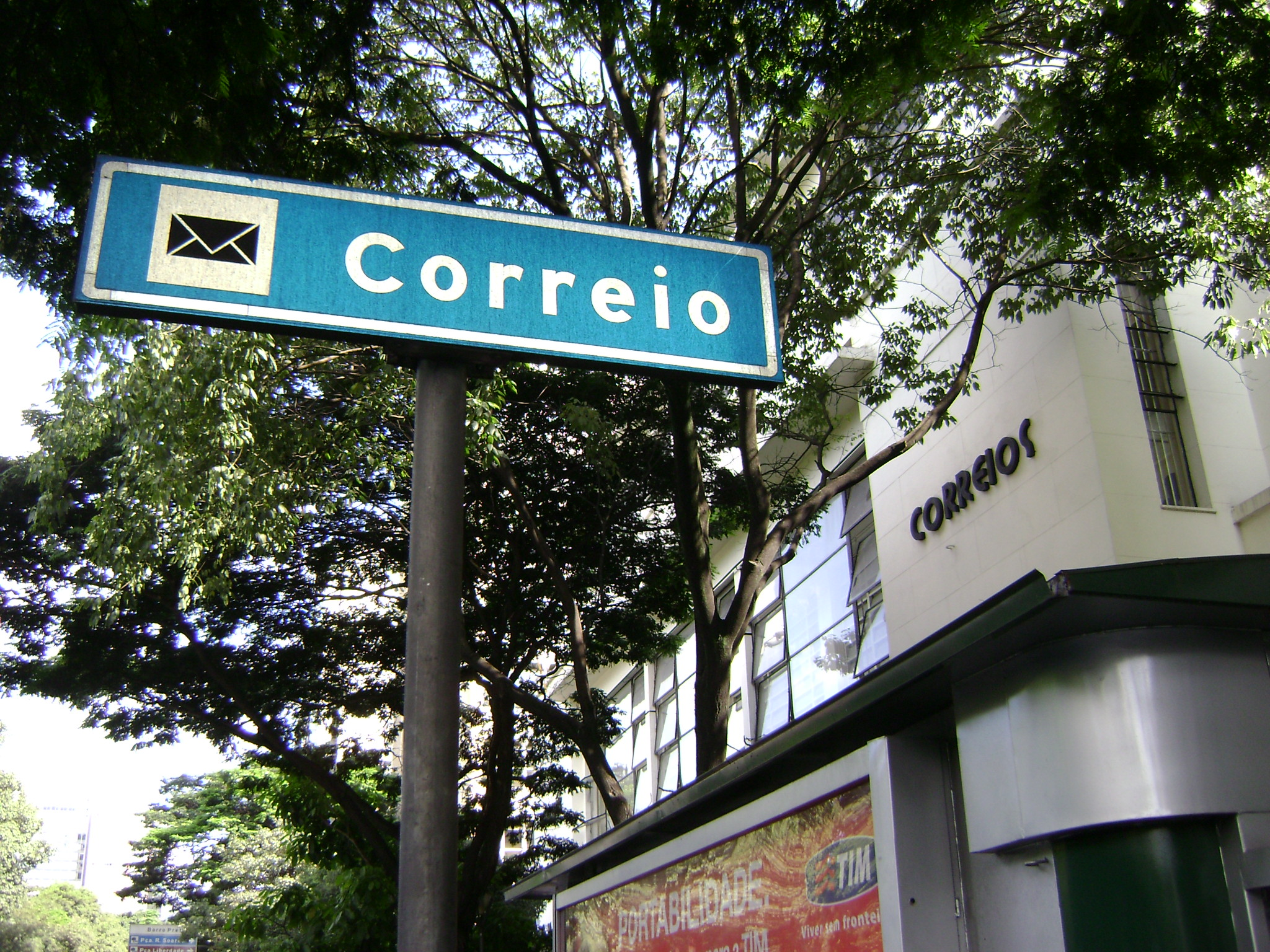
Placa indicativa de correio, em Belo Horizonte

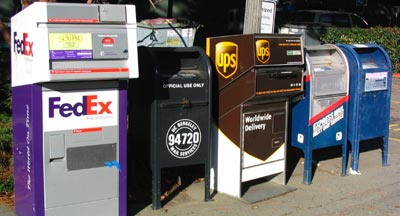
Caixas de correio de diferentes empresas nos Estados Unidos

Os diferentes sistemas postais que ligavam as regiões da Europa, no fim da Idade Média, tinham cada qual sua própria tarifa, o que resultava em um complexo e variado sistema de pesagens, medidas e verificações, ocasionando muita insatisfação. Por conta disso, organizações clandestinas passaram a oferecer o serviço mais barato e com menos formalidades.
Esse movimento, e o franco progresso do sistema não oficial, levou as autoridades inglesas a uma reforma radical no serviço de correio, projeto idealizado por um funcionário, Rowland Hill, de unificação do sistema. Uma das propostas estabelecia que as tarifas pagas pelo usuário fossem confirmadas por meio de um comprovante afixado na correspondência. A 6 de maio de 1840, as agências postais inglesas venderam os primeiros selos adesivos.
O bom resultado do novo sistema (a emissão de cartas passou de 78 milhões, em 1839, para 170 milhões, em 1840) provocou rápida difusão da reforma. O primeiro selo emitido no mundo (Inglaterra) foi o Penny Black. No Brasil, a emissão de selos teve seu início com a série "olho-de-boi" (1843) – segundo país a emitir selos no mundo.
Os selos começaram a despertar o interesse de colecionadores que passaram a se dedicar a atividade de manipulá-los e conservá-los, dando origem a um dos hobbies mais praticados em todo o mundo: a Filatelia.
Na esteira desses acontecimentos, vieram os acordos internacionais e as melhorias nos meios de transportes, permitindo um serviço mais rápido e eficiente.